# Kolesewelam
Kolesewelam – organiczny związek chemiczny stosowany jako lek z grupy żywic jonowymiennych.

## Zastosowanie
Kolesewelam jest stosowany w połączeniu z lekiem z grupy inhibitorów reduktazy HMG-CoA (statyny) w celu zwiększenia skuteczności obniżenia poziomu cholesterolu we krwi. Może być podawany również samodzielnie, u osób w wieku od 10 do 17 lat chorych na hipercholesterolemię dziedziczną oraz jako lek wspomagający w leczeniu cukrzycy typu 2.
Zaletą kolesewelamu w stosunku do innych żywic jonowymiennych jest niższa dawka (4 g w porównaniu do nawet 36 g w przypadku cholestyraminy).

## Mechanizm działania
Lek ten powoduje sekwestrację kwasów żółciowych w jelicie, przez co hamuje ich wchłanianie. Powoduje to zwiększoną aktywność 7α-hydroksylazy cholesterolowej, kluczowego enzymu przekształcającego cholesterol w kwasy żółciowe. Mechanizm ten tłumaczy fakt, że kolesewelam nie zwiększa poziomu HDL, ponadto może wystąpić niepożądany wzrost stężenia triglicerydów na skutek mniejszego ich zużycia do produkcji cholesterolu.

## Preparaty handlowe
Preparaty handlowe dostępne w Polsce: Cholestagel (tabletki powlekane).